# Live 1963
Live 1963 – album zespołu Daevid Allen Trio nagrany podczas koncertu w klubie Marquee w czerwcu 1963 r. i wydany na CD w 1993 r.

## Historia powstania albumu
W grudniu 1962 r. w obszernym apartamencie Daevida Allena (i jego pierwszej żony Kay Calvert) w Belsize Park w Londynie zamieszkali Kevin Ayers, Ted Bing (fotograf), Robert Wyatt i Hugh Hopper. W bardzo krótkim czasie Daevid, Robert i Hugh założyli Daevid Allen Trio.
Gusty muzyczne członków zespołu: Ornette Coleman, Cecil Taylor i inni przedstawiciele "nowego jazzu" wskazywały, że chociaż dokładnie w momencie powstania zespołu "Please Please Me" grupy The Beatles okupowało pierwsze miejsce na listach przebojów, ich muzyka będzie zupełnie inna.
To, co ich interesowało, to jazz i poezja.
Chociaż Robert Wyatt dysponował tylko połową zestawu perkusyjnego stosunkowo szybko rozpoczęli koncertować. Już pod koniec maja 1963 koncertowali w "The Establishment Club" i kontynuowali występy w czerwcu.
W tym czasie znani poeci Mike Horowitz i Pete Brown prowadzili swój eksperymentalny program łączący jazz z ich poezją, który nazwali "The New Departures". Obaj byli już bardzo znanymi postaciami; w 1961 r. reprezentowali nawet Wielką Brytanię na Biennale Paryskim. W ich projektach brali udział wielu znanych podówczas muzyków, m.in. Graham Bond, Dick Heckstall-Smith, John Surman, Vincent Crane, John McLaughlin, Pete Bailey.
Klubem całkowicie otwartym wówczas na wszelkie eksperymenty był, jeszcze wtedy jazzowy, klub Marquee. We wtorki odbywały się tam koncerty "The New Departures".
Prawdopodobnie 3 czerwca 1963 r. w klubie Marquee odbył się koncert Daevid Allen Trio – wzmocnionego przez Mike’a Ratledge’a – w ramach projektu Browna i Horowitza. Materiał nagrany podczas tego występu został wydany na omawianym płycie.
W wyniku tego koncertu, trio zostało ponownie zaproszone do udziału w projekcie "The New Departures" i kilka tygodni później wystąpiło w Institute of Contemporary Art, który był najważniejszym centrum wszelkich nowoczesnych form sztuki. Jednym z widzów był William S. Burroughs.
Żaden z występów grupy nie wzbudził zainteresowania promotorów. Daevid mimo wszystko próbował rozwijać te muzyczno-poetyckie koncepcje we własnym klubie w Hampstead, jednak bez efektu.
Grupa rozwiązała się. Allen wyjechał do Paryża, gdzie reprezentował Australię na Paryskim Biennale w 1963 r.
Hugh Hopper powrócił do Canterbury.
Robert Wyatt pozostał w Londynie i pracował w kuchni Institute of Contemporary Art.

## Muzycy
- Daevid Allen – gitara, recytacja, poezja
- Hugh Hopper – gitara basowa
- Robert Wyatt – perkusja
- Mike Ratledge – pianino

## Spis utworów
- 1. Love Is a Careless Sea [3:38]
- 2. My Head Is a Nightclub [1:25]
- 3. Capacity Travel [6:30]

Part One
Part Two
Part Three
Part Four
- 4. The Song of the Jazzman [6:25]
- 5. Dear Olde Benny Green Is a-Turning in His Grave [10:37] (Allen/Wyatt/Hopper/Ratledge)
- 6. Ya Sunne WOT [3:56]
- 7. Frederique la Poisson avec frite sur de dos [2:25]

Version: Tres Tres Rosbif

## Opis płyty
- Nagranie – The Marquee Club, Londyn
- Data nagrania – 3 czerwca 1963 r. (?)
- Sprzęt – monofoniczny domowy magnetofon Philipsa z jednym mikrofonem
- Koordynacja z firmy Voiceprint – Rob Ayling
- Projekt – Peter Hartl
- Firma nagraniowa – Voiceprint
- Numer katalogowy – VP 122
- Inne wydania – Blueprint
- Numer katalogowy – BP 122CD
- Data wydania – 1993